# Saint-Sorlin-de-Vienne
Saint-Sorlin-de-Vienne es una población y comuna francesa, en la región de Ródano-Alpes, departamento de Isère, en el distrito de Vienne y cantón de Vienne-Sud.

## Demografía
| 340 | 312 | 338 | 612 | 695 | 700 |
| Para los censos de 1962 a 1999 la población legal corresponde a la población sin duplicidades (Fuente: INSEE [Consultar]) |     |     |     |     |     |